# Saint-Vitte-sur-Briance
Saint-Vitte-sur-Briance – miejscowość i gmina we Francji, w regionie Nowa Akwitania, w departamencie Haute-Vienne.
Według danych na rok 1990 gminę zamieszkiwało 321 osób, a gęstość zaludnienia wynosiła 16 osób/km² (wśród 747 gmin Limousin Saint-Vitte-sur-Briance plasuje się na 344. miejscu pod względem liczby ludności, natomiast pod względem powierzchni na miejscu 336.).